# لورش
لرش (بالألمانية: Lorsch) هي بلدة، Gemarkung، مدينة و بلدة ألمانية تقع في ألمانيا في Kreis Bergstraße. يقدر عدد سكانها بـ 12,810 نسمة .

## المدن التوأمة
مدن لوكوتو، Zwevegem، Thal و Šternberk هي مدن توأمة لـلرش.